# Број 5, 1948 (Џексон Полок)
Број 5, 1948 је слика коју је 1948. године насликао Џексон Полок, амерички сликар познат по свом доприносу апстрактном експресионизму. Слика је продата 22. маја 2006. године за 140 милиона долара, што је у том тренутку представљало највишу икада постигнуту цену за једно уметничко дело. Овај рекорд није био надмашен све до априла 2011. године.

## Састав дела
Слика је настала на плочи од пресованих дрвених влакана, познатој и као композитна плоча, димензија 8 x 4 стопе (приближно 244 x 122 cm). За боју, Полок је користио течне боје, прецизније, синтетичке смолне боје, али се дело и даље класификује као уљано сликарство. На слици су сиве, браон, беле и жуте боје разливене и накапане на начин који многи и данас доживљавају као „густо птичије гнездо“.

## Оштећење и преправка
Слика је претрпела измене након што је првобитно настала. Током јануара 1949. године, приказана је на Полоковој самосталној изложби у галерији Бети Парсонс, одакле је Алфонзо А. Осорио одлучио да купи једну од Полокових „слика капањем”, а дабрао је дело Број 5, 1948 и платио га 1.500 долара. То је била једина слика продата са изложбе.
Према причи Грејс Хартиган, слика је оштећена у току транспорта. „Транспортна компанија дошла је једном руком држећи слику, а у другој гомилу боје са средине слике,“ рекла је Хартиган. Она је дала Полоку мало боје како би поправио дело, на шта је Полок рекао: „Никад неће знати, никад неће знати.“ Када је слика испоручена Осорију, он је приметио да је „један део боје, заправо кора с врха отворене конзерве боје, склизнула“, остављајући „недефинисан размазан траг у средини иначе јасних линија“, како је описао у предавању на Јејлу 1978. године.
Полок је понудио да поправи слику, али је, по Хартигановим речима, „пресликао целу ствар поново“ и додао: „Никад неће знати. Нико не зна како да гледа моје слике, он неће приметити разлику.“ Након три недеље, Осорио је посетио Полоков атеље да би видео слику. Суочио се са уметничким делом које је било поново осликано на плочи од пресованих дрвених влакана, али је сад имало „нови квалитет дубине и богатства“ захваљујући Полоковој „темељној, али суптилној преправци“.
Било је јасно да Осорио и даље воли слику упркос изменама, а и даље је тврдио да је „оригинална идеја недвосмислено присутна, али потврђена и остварена новом сложеношћу и дубином линијских испреплетања. То је, и остаје, мајсторски приказ контроле и дисциплиноване визије.“
Полок је поправио оштећење тако што је поново осликао оригинал уместо да га само поправи, што је у супротности са уобичајеним приступом рестаурацији уметничких дела. Реконструкција није само сачувала, већ је и појачала метафизички концепт слике, и постала је, по Осоријевим речима, „диван пример уметникове друге шансе.“

## Власништво
- Џексон Полок: 1948 – јануар 1949
- Алфонсо А. Осорио: јануар 1949 – непознато
- Самјуел Ирвинг Њухаус Млађи: непознато
- Дејвид Гефен: непознато – новембар 2006.
- Ефтимиос Хацис

Према извештају The New York Times од 2. новембра 2006. године, слику је Дејвид Гефен (оснивач Geffen Records и један од оснивача DreamWorks Pictures) продао Дејвиду Мартинезу, директору компаније Fintech Advisory Ltd, у приватној продаји за рекордну цену од 140 милиона долара, прилагођену за инфлацију.
Спекулише се да је Гефен продао ову слику, заједно са још две друге, како би прикупио довољно средстава да би могао да лицитира за Los Angeles Times. Продаја је, наводно, била посредована преко аукционара из Sotheby’s-а, Тобијаса Мејера.
Међутим, адвокатска канцеларија Shearman & Sterling, LLP је у саопштењу за јавност, у име свог клијента Дејвида Мартинеза, навела да, супротно писањима у медијима, Мартинез није власник слике нити има било каква права да је стекне. Стручњак за аукције Џош Бер такође је навео да Мартинез није купац слике.

## Популарна култура
Текст песме Going Down групе The Stone Roses садржи референцу на слику: „(There) she looks like a painting – Jackson Pollock’s Number 5...“. Гитариста The Stone Roses, Џон Сквајер, креирао је насловне илустрације за многе издања бенда за Silvertone Records у стилу сличном стилу Џексона Полока.
Слика има централну улогу у филму Екс машина (2015), у коме милијардер и извршни директор технолошке компаније, Нејтан Бејтмен (Оскар Ајзак), поседује ову слику и користи је као предметну лекцију за главног јунака Кејлаба Смита (Донал Глисон), истичући да Број 5, 1948 никада не би настала да је Џексон Полок сликао само оно што је већ знао. Ово је супротстављено начину на који вештачка интелигенција стиче знање, чиме се наглашавају проблеми свести и епистемологије.